# Unione Sportiva Catanzaro 1963-1964
Questa pagina raccoglie le informazioni riguardanti l'Unione Sportiva Catanzaro nelle competizioni ufficiali della stagione 1963-1964.

## Rosa
| N. |                   | Ruolo | Calciatore        |
| -- | ----------------- | ----- | ----------------- |
|    | Italia (bandiera) | C     | Osvaldo Bagnoli   |
|    | Italia (bandiera) | P     | Luigi Bertossi    |
|    | Italia (bandiera) | P     | Paolo Bianchini   |
|    | Italia (bandiera) | C     | Dino Bigagnoli    |
|    | Italia (bandiera) | A     | Silvano Galli     |
|    | Italia (bandiera) | C     | Alvaro Gasparini  |
|    | Italia (bandiera) | A     | Egidio Ghersetich |
|    | Italia (bandiera) | P     | Roberto Innocenti |
|    | Italia (bandiera) | A     | Cesare Maccacaro  |
|    | Italia (bandiera) | D     | Gino Martino      |

| N. |                   | Ruolo | Calciatore        |
| -- | ----------------- | ----- | ----------------- |
|    | Italia (bandiera) | C     | Guglielmo Mecozzi |
|    | Italia (bandiera) | D     | Romano Micelli    |
|    | Italia (bandiera) | D     | Stelio Nardin     |
|    | Italia (bandiera) | C     | Antonio Nisticò   |
|    | Italia (bandiera) | C     | Renzo Ragonesi    |
|    | Italia (bandiera) | C     | Stefano Raise     |
|    | Italia (bandiera) | C     | Luigi Sardei      |
|    | Italia (bandiera) | D     | Luigi Tonani      |
|    | Italia (bandiera) | A     | Carlo Vanini      |
|    | Italia (bandiera) | A     | Giovanni Zavaglio |

## Risultati

### Serie B

#### Girone di andata
| 15 settembre 1963 1ª giornata | Alessandria | 1 – 1 | Catanzaro |  |

| 22 settembre 1963 2ª giornata | Catanzaro | 2 – 2 | Verona |  |

| 29 settembre 1963 3ª giornata | Catanzaro | 1 – 1 | Varese |  |

| 6 ottobre 1963 4ª giornata | Simmenthal-Monza | 2 – 4 | Catanzaro |  |

| 13 ottobre 1963 5ª giornata | Brescia | 5 – 0 | Catanzaro |  |

| 27 ottobre 1963 6ª giornata | Catanzaro | 1 – 0 | Foggia & Incedit |  |

| 3 novembre 1963 7ª giornata | Udinese | 1 – 1 | Catanzaro |  |

| 10 novembre 1963 8ª giornata | Pro Patria | 3 – 1 | Catanzaro |  |

| 17 novembre 1963 9ª giornata | Catanzaro | 0 – 0 | Potenza |  |

| 24 novembre 1963 10ª giornata | Catanzaro | 2 – 1 | Parma |  |

| 1º dicembre 1963 11ª giornata | Cagliari | 1 – 0 | Catanzaro |  |

| 8 dicembre 1963 12ª giornata | Triestina | 1 – 0 | Catanzaro |  |

| 15 dicembre 1963 13ª giornata | Catanzaro | 2 – 0 | Cosenza |  |

| 22 dicembre 1963 14ª giornata | Catanzaro | 3 – 1 | Palermo |  |

| 29 dicembre 1963 15ª giornata | Padova | 5 – 0 | Catanzaro |  |

| 5 gennaio 1964 16ª giornata | Catanzaro | 2 – 1 | Lecco |  |

| 9 dicembre 1979 17ª giornata | Napoli | 1 – 0 | Catanzaro |  |

| 19 gennaio 1964 18ª giornata | Venezia | 3 – 1 | Catanzaro |  |

| 26 gennaio 1964 19ª giornata | Catanzaro | 1 – 0 | Prato |  |

#### Girone di ritorno
| 2 febbraio 1964 20ª giornata | Catanzaro | 2 – 0 | Alessandria |  |

| 16 febbraio 1964 21ª giornata | Verona | 3 – 1 | Catanzaro |  |

| 23 febbraio 1964 22ª giornata | Varese | 1 – 0 | Catanzaro |  |

| 1º marzo 1964 23ª giornata | Catanzaro | 1 – 1 | Simmenthal-Monza |  |

| 8 marzo 1964 24ª giornata | Catanzaro | 2 – 0 | Brescia |  |

| 15 marzo 1964 25ª giornata | Foggia & Incedit | 1 – 0 | Catanzaro |  |

| 22 marzo 1964 26ª giornata | Catanzaro | 1 – 0 | Udinese |  |

| 29 marzo 1964 27ª giornata | Catanzaro | 1 – 1 | Pro Patria |  |

| 5 aprile 1964 28ª giornata | Potenza | 1 – 1 | Catanzaro |  |

| 12 aprile 1964 29ª giornata | Parma | 1 – 0 | Catanzaro |  |

| 26 aprile 1964 30ª giornata | Catanzaro | 2 – 2 | Cagliari |  |

| 3 maggio 1964 31ª giornata | Catanzaro | 0 – 0 | Triestina |  |

| 10 maggio 1964 32ª giornata | Cosenza | 2 – 1 | Catanzaro |  |

| 17 maggio 1964 33ª giornata | Palermo | 0 – 0 | Catanzaro |  |

| 24 maggio 1964 34ª giornata | Catanzaro | 1 – 0 | Padova |  |

| 31 maggio 1964 35ª giornata | Lecco | 3 – 1 | Catanzaro |  |

| 7 giugno 1964 36ª giornata | Catanzaro | 1 – 0 | Napoli |  |

| 14 giugno 1964 37ª giornata | Catanzaro | 1 – 0 | Venezia |  |

| 21 giugno 1964 38ª giornata | Prato | 2 – 0 | Catanzaro |  |

## Statistiche

### Statistiche di squadra
| Competizione | Punti | In casa | In casa | In casa | In casa | In casa | In casa | In trasferta | In trasferta | In trasferta | In trasferta | In trasferta | In trasferta | Totale | Totale | Totale | Totale | Totale | Totale | DR |
| Competizione | Punti | G       | V       | N       | P       | Gf      | Gs      | G            | V            | N            | P            | Gf           | Gs           | G      | V      | N      | P      | Gf     | Gs     | DR |
| ------------ | ----- | ------- | ------- | ------- | ------- | ------- | ------- | ------------ | ------------ | ------------ | ------------ | ------------ | ------------ | ------ | ------ | ------ | ------ | ------ | ------ | -- |
| Serie B      | 37    | 19      | 12      | 7       | 0       | 26      | 10      | 19           | 1            | 4            | 14           | 12           | 37           | 38     | 13     | 11     | 14     | 38     | 47     | -9 |
| Coppa Italia |       | 2       | 1       | 0       | 1       | 4       | 3       | -            | -            | -            | -            | -            | -            | 2      | 1      | 0      | 1      | 4      | 3      | +1 |
| Totale       |       | 21      | 13      | 7       | 1       | 30      | 13      | 19           | 1            | 4            | 14           | 12           | 37           | 40     | 14     | 11     | 15     | 42     | 50     | -8 |

### Statistiche dei giocatori
| Giocatore     | Serie B  | Serie B | Coppa Italia | Coppa Italia | Totale   | Totale |
| Giocatore     | Presenze | Reti    | Presenze     | Reti         | Presenze | Reti   |
| ------------- | -------- | ------- | ------------ | ------------ | -------- | ------ |
| O. Bagnoli    | 33       | 12      | ?            | ?            | 33+      | 12+    |
| L. Bertossi   | 28       | -29     | ?            | ?            | 28+      | -29+   |
| P. Bianchini  | 8        | -15     | ?            | ?            | 8+       | -15+   |
| D. Bigagnoli  | 8        | 0       | ?            | ?            | 8+       | 0+     |
| S. Galli      | 4        | 0       | ?            | ?            | 4+       | 0+     |
| A. Gasparini  | 35       | 3       | ?            | ?            | 35+      | 3+     |
| E. Ghersetich | 29       | 7       | ?            | ?            | 29+      | 7+     |
| R. Innocenti  | 2        | -3      | ?            | ?            | 2+       | -3+    |
| C. Maccacaro  | 31       | 1       | ?            | ?            | 31+      | 1+     |
| G. Martino    | 2        | 0       | ?            | ?            | 2+       | 0+     |
| G. Mecozzi    | 36       | 0       | ?            | ?            | 36+      | 0+     |
| R. Micelli    | 16       | 2       | ?            | ?            | 16+      | 2+     |
| S. Nardin     | 35       | 0       | ?            | ?            | 35+      | 0+     |
| A. Nisticò    | 8        | 0       | ?            | ?            | 8+       | 0+     |
| R. Ragonesi   | 13       | 2       | ?            | ?            | 13+      | 2+     |
| S. Raise      | 32       | 1       | ?            | ?            | 32+      | 1+     |
| L. Sardei     | 2        | 0       | ?            | ?            | 2+       | 0+     |
| L. Tonani     | 38       | 0       | ?            | ?            | 38+      | 0+     |
| C. Vanini     | 29       | 3       | ?            | ?            | 29+      | 3+     |
| G. Zavaglio   | 29       | 6       | ?            | ?            | 29+      | 6+     |